# Ronnie Carroll
Ronnie Carroll (nacido como Ronald Cleghorn; Roslyn Street, Belfast, Irlanda del Norte, 18 de agosto de 1934 - 13 de abril de 2015) fue un cantante, animador y político británico.

## Carrera
Trabajando en un teatro de variedades conoció a su primera esposa, Millicent Martin. Alcanzó su primer éxito en 1956 con "Walk Hand in Hand" con la discográfica Philips Records. Participó en 1960 en la preselección británica para el Festival de Eurovisión con la canción "Girl with a Curl", volvió a intentarlo en 1962, ganando con el tema "Ring-a-Ding Girl" con la que alcanzó la cuarta posición en el Festival, la misma posición que consiguió al año siguiente con el tema "Say Wonderful Things". Carroll es el único cantante que ha representado dos veces seguidas al Reino Unido en el Festival de Eurovisión. Estos éxitos no se mantuvieron más allá de 1963 por la falta de temas que sostuvieran su presencia en las listas de éxitos.
Carroll tuvo que trabajar en cruceros, incluyendo el RMS Queen Elizabeth 2, con John Marcangelo que fue batería de la "Ronnie Carroll Orchestra". Interpretó música pop bajo el nombre 'Ronnie' en la película de 1965 Man in the Dark.
También desarrolló su faceta política presentándose a varias elecciones por partidos minoritarios, en las que cosechó pobres resultados. En 2005 lanzó un álbum recopilatorio, Back on Song.

## Discografía

### Sencillos
- "Walk Hand in Hand" - (1956) - UK Singles Chart - No. 13
- "The Wisdom of a Fool" - (1957) - No. 20
- "Footsteps" - (1960) - No. 36
- "Ring-A-Ding Girl" - (1962) - No. 46
- "Roses Are Red" - (1962) - No. 3
- "If Only Tomorrow" - (1962) - No. 33
- "Say Wonderful Things" - (1963) - No. 6[5]